# Anatolij Sieglin
Anatolij Władimirowicz Sieglin (ros. Анатолий Владимирович Сеглин; ur. 18 sierpnia 1922 w Moskwie, zm. 10 marca 2009 tamże) – radziecki hokeista i piłkarz występujący na pozycji obrońcy. Po zakończeniu kariery trener, działacz i sędzia hokejowy.
Zmarł 10 marca 2009 po długiej chorobie. Trzy dni później, 13 marca, został pochowany na Cmentarzu Wagańkowskim.

## Kariera hokejowa
- Spartak Moskwa (1946–1953)
- Kristałł Elektrostal (1953–1954)

## Kariera piłkarska
- Łokomotiw Moskwa (1939–1941)
- Spartak Moskwa (1941–1952)
- Kristałł Elektrostal (1953)

## Kariera trenerska
- Kristałł Elektrostal (1954)
- Trud Gorienki (1961)
- Strieła Moskwa (1962–1963)

## Sukcesy
Hokejowe zawodnicze
- Brązowy medal mistrzostw ZSRR': 1947, 1963 ze Spartakiem
- Srebrny medal mistrzostw ZSRR: 1948 ze Spartakiem

Piłkarskie zawodnicze
- Wicemistrzostwo ZSRR: 1937, 1954, 1955, 1968, 1974, 1980, 1981, 1983, 1984, 1985, 1991
- Trzecie miejsce w Wyższej Lidze ZSRR: 1940, 1946, 1948, 1949
- Mistrzostwo ZSRR (12 razy): 1952
- Puchar ZSRR: 1946, 1947, 1950

Wyróżnienia
- Rosyjska Galeria Hokejowej Sławy: 2014 (pośmiertnie)